# Paul Tschang In-Nam
Paul Tschang In-Nam (Koreaans: 장인남) (Seoel, 30 oktober 1949) is een Zuid-Koreaans geestelijke en een aartsbisschop van de Rooms-Katholieke Kerk, werkzaam voor de Romeinse Curie.
Tschang In-Nam werd op 17 december 1976 priester gewijd; vervolgens was hij werkzaam in pastorale functies. Van 1978 tot 1985 studeerde hij aan de Pauselijke Lateraanse Universiteit in Rome, waar hij een doctoraat behaalde in dogmatische theologie. In 1985 trad hij in dienst bij de diplomatieke dienst van de Romeinse Curie, waarvoor hij werkzaam was in El Salvador, Ethiopië, Syrië, Frankrijk, Griekenland en België.
Op 19 oktober 2002 werd Tschang In-Nam benoemd tot apostolisch nuntius voor Bangladesh. Hij werd tevens benoemd tot titulair aartsbisschop van Amantia; zijn bisschopswijding vond plaats op 6 januari 2003. Van 2007 tot 2012 was hij werkzaam als nuntius voor Oeganda. In 2012 werd hij benoemd tot nuntius voor Cambodja en Thailand en tot apostolisch gedelegeerde voor Laos en Myanmar. In 2017 werd de delegatie voor Myanmar omgezet in een nuntiaat; Tschang In-Nam werd daarop tevens de eerste nuntius voor Myanmar.
Op 16 juli 2022 werd Tschang In-Nam benoemd tot nuntius voor Nederland; hij was de opvolger van Aldo Cavalli. Hij ging op 13 februari 2025 met emeritaat.